# Daniel Franck
Daniel Franck (Lørenskog, 9 de dezembro de 1974) é um snowboarder norueguês, medalhista de prata nos Jogos Olímpicos de Inverno de 1998 em Nagano.

## Carreira
Franck foi criado numa pequena  cidade chamada Gjerdum, à 30 minutos de Oslo. Gostava muito de skate e surfe, mas como o verão na Noruega era curto, Franck resolveu mudar para o snowboard. Em 1993 virou profissional.
Em 1994 foi morar nos Estados Unidos, na qual alugou uma casa com o também snowboarder Ingemar Backman.
No ano seguinte, ganhou o ouro no Campeonato Europeu. Também conquistou o segundo lugar no ranking da Copa do Mundo na temporada 95-96. No ano de 1997, Franck foi o primeiro atleta de snowboard a ganhar o ouro nos X Games de Snow Summit (Califórnia); na qual também ganhou o prata na modalidade slopestyle. Também em 1997, Franck deixou de morar nos Estados Unidos.
Em 1998 ganhou a medalha de prata nos Jogos Olímpicos de Inverno de Nagano na modalidade halfpipe.
Na temporada 1999-2000, Franck venceu o Campeonato Europeu, o Campeonato Mundial e a Copa do Mundo em geral, todos esses títulos em um ano, recorde que permanece imbatível até hoje.
Nos Jogos Olímpicos de Inverno de 2002 Franck ficou em nono lugar, na qual correu mau fisicamente depois de se machucar no treino.
Atualmente, Franck ainda pratica snowboard, mas aposentou-se das competições oficiais.